# Al Capp
Pour les articles homonymes, voir Caplin et Capp.
Al Capp, de son vrai nom Alfred Gerald Caplin, né à New Haven (Connecticut) le 28 septembre 1909 et décédé à South Hampton (New Hampshire) le 5 novembre 1979, est un auteur de bande dessinée américain. Il est principalement connu par son comic strip humoristique Li'l Abner mais il a créé de nombreuses séries à succès dont Abbie an' Slats.

## Biographie
Il est l'aîné d'une famille d'émigrants juifs lituaniens. À l'automne 1918, à l'âge de neuf ans, il perd sa jambe droite dans un accident de tramway. Après avoir étudiée le dessin dans plusieurs écoles, il trouve du travail en 1928 en tant que dessinateur du comic strip Col. Gilfeather diffusé par Associated Press. En 1932, il est engagé par Ham Fisher pour dessiner sa création Joe Palooka et, de ce fait, laisse la série qu'il a créé à Milton Caniff. Il travaille sur ce comic strip pendant deux ans avant de créer Li'l Abner en 1934. La séparation des deux artistes est violente et jusqu'à la mort de Fisher, les deux entretiendront des rapports conflictuels. Cela ira jusqu'à un procès en 1954 où Fisher accuse Al Capp d'avoir dissimulé des obscénités dans son strip Li'l Abner. Al Capp montre rapidement que les strips incriminés ne sont pas de sa main mais ont été produits par Fisher. La justice rend raison à Al Capp. Celui-ci depuis 1934 produit donc le strip quotidien Li'l Abner qui est un très grand succès et qui est suivi en 1935, par la création de la page dominicale, dont la partie supérieure est consacrée à la série Washable Jones. Il s'occupe de la série Li'l Abner jusqu'en 1977. Il meurt le 5 novembre 1979.
Satiriste de la société américaine, il devient nettement conservateur au cours des années 1960, s'en prenant notamment aux pacifistes, comme John Lennon et Yoko Ono dont il avait refusé l'invitation de venir chanter Give Peace a Chance lors de leur bed-in. Il se livra avec eux à un débat retransmis à la télévision (1969).

## Sadie Hawkins Day
Le premier Sadie Hawkins Day, fête folklorique américaine destinée aux jeunes filles célibataires — équivalent aux catherinettes françaises — a eu lieu dans la bande dessinée Li'l Abner le 13 novembre 1937 : en effet, Sadie Hawkins est une éternelle fille à marier dont le père avait trouvé l'idée d'un jour consacré aux célibataires. Deux ans après la bande dessinée, de nombreux lycées et nombreuses universités avaient repris l'évènement à leur compte, notamment au centre et au sud du pays.

## Prix et récompenses
- 1948 : Prix Billy DeBeck (Reuben), pour Li'l Abner
- 1971 :  Prix Saint-Michel du meilleur dessinateur extra-européen
- 1979 : Prix Elzie Segar (à titre posthume)
- 2004 : Temple de la renommée Will Eisner (à titre posthume)